# Trstenik (Rasina)
Trstenik (Servisch: Трстеник) is een gemeente in het Servische district Rasina.
Trstenik telt 49.043 inwoners (2002). De oppervlakte bedraagt 448 km², de bevolkingsdichtheid is 109,5 inwoners per km².

## Geboren
- Marko Baša (1982), Montenegrijns voetballer